# Толстовка (Амурская область)
Толсто́вка — село в Тамбовском районе Амурской области, Россия. Единственный населённый пункт Толстовского сельсовета.

## География
Село Толстовка стоит на реке Большой Алим (левый приток Амура).
Расстояние до областного центра города Благовещенск — 30 км (на запад), дорога идёт по мосту через реку Зея и через село Волково.
На юг от села Толстовка идёт дорога к районному центру Тамбовского района селу Тамбовка, расстояние — 14 км.
От села Толстовка на север идёт дорога к районному центру Ивановского района селу Ивановка.

## История
26 марта 1861 года были обнародованы «Правила для переселения русских и иностранцев в Амурской и Приморской областях Восточной Сибири».
Эти земли объявлялись правительством открытыми для заселения «крестьянами, не имеющими земли, и предприимчивыми людьми всех сословий, желающими переселиться за свой счет».
Первыми переселенцами, двинувшимися на «приамурскую вольную землицу», были последователи русских сектантских учений протестантского толка — молокане и духоборы, несколько позднее — баптисты. Местная администрация расселяла прибывших с учетом вероисповедания. Так, в Тамбовском районе одни села — Лазаревка, Козьмодемьяновка, выселки Успеновка — заселялись православными, другие — Чуевка, выселки Липовка, Тамбовка, Толстовка, Жариково, Гильчин — молоканами и духоборами.
Молоканская деревня Толстовка (1884 год) была названа в честь братьев Романа Дмитриевича и Семёна Дмитриевича Толстовых, выкопавших по приезде первую землянку среди орешника в долине реки Алим.
Из «Описания Амурской области» составленного путешественником  Г. Е. Грум-Гржимайло —
«Деревня Толстовка, ближайшее к Благовещенску из селений волости и отстоит от него в 28 верстах. Расположено на подгорье, на реке Алиме, и заселено в 1884 году переселенцами преимущественно из Тамбовской губернии, принадлежащими к молоканской секте. Дворов 73, запасной хлебный магазин и 3 конных мельницы (топчака). Жителей 468 (235 мужского пола), все крестьяне. Земель в их владении 7700 десятин, в том числе усадебной 50, покосов 1000, пашни и залежей 6500 десятин. Под посевами: ярицы 98 десятин, яровой пшеницы 710, овса 720, проса 60 десятин. При 3 дворах селения имеются садики, в них разводят дикие яблони и грушевые деревья, черемуху, калину и виноград. Бахчеводством жители также занимаются: под бахчами у них 8 десятин. Скот крестьяне держат: лошадей 440 (326 рабочих), рогатого 334 (190 коров, 50 быков), овец 135.»
В селе было много детей, их учили сначала в частных домах селян. Учителей «выписывали» из Благовещенска. Затем обучение проходило в начальной школе. А в 1900 году в Толстовке была открыта школа-семилетка, построенная обществом. В школе преподавали четыре учителя. Первым директором школы был Василий Тарасович Гончаров. Самым богатым человеком в дореволюционной Толстовке был Филинов Трофим Артёмович. Он в 1903 году построил вальцовую мельницу, которую впоследствии выкупило общество. В то же время было электрифицировано всё село. Произошло это задолго до ленинского плана ГОЭЛРО.
В 1924 году с 9 по 14 января в районе села произошёл один из боев Зазейского восстания.
В 1929 году, после развернувшегося колхозного строительства, в селе был организован первый колхоз из самых бедных молокан «Красный пахарь». Председателем его был Лештаев Алексей Александрович. В колхоз входило 11 дворов, 1 трактор «Фордзон», 25 лошадей. Когда он вырос, переименовали в «Красный гранит», затем в «Красный Лензатонец». Мощный колхоз владел уже 27 колёсными тракторами «Оливер», «Интер», 114 лошадьми, объединил более 100 частных хозяйств. В колхоз входили пять хуторов: Неверовка, Орлецкое, Тургеневское, Спешное, Копыловка и село Толстовка. В это же время был организован сельсовет. Появились первые комсомольцы. Колхоз снова был переименован. С 1933 года стал называться «Восточный ударник». Его возглавлял китаец Ма-Зай-Чан, позже репрессированный и высланый в один из северных районов Амурской области.
В 1934 году в Толстовку прибыли около ста оседлых бойцов колхозной дивизии из Воронежской области с семьями. Бойцов заселили в дома высланных жителей Толстовки. В предвоенные годы в селе был организован второй колхоз «Имени Ворошилова». В 1949 году в связи с укрупнением хозяйств были объединены колхозы «Восточный ударник» и колхоз «Имени Ворошилова». Новое хозяйство стало называться колхозом «Имени Ленина». Его председателем стал Зеленский Яков Семёнович.
С 1964 года его сменил Куличков Юрий Фёдорович, построивший дом культуры, по его инициативе были выделены средства на оборудование библиотеки. Был построен стадион, детский сад, правление колхоза, магазин, столовая, гостиница, новые животноводческие помещения, механические мастерские, обновлённый зерновой двор. В то время в ленинградских художественных мастерских был заказан памятник В.И. Ленину. Открывали его в ноябре 1971 года. В день окончания войны с Японией 5 сентября 1975 года, в торжественной обстановке, был открыт обелиск воинам односельчанам павшим на фронтах Великой Отечественной войны 1941—1945 годов.
Колхоз располагал мощной техникой: 35 тракторов различных марок, более 30 автомобилей, 27 комбайнов, механизированные фермы (свиноферма, птицеферма, ферма крупного рогатого скота), зерновой двор. В полеводстве было 7000 га пахотных земель. Высевались пшеница, овёс, ячмень, гречиха, соя. В каждом доме телевизоры, в каждом втором мотоциклы, 23 семьи на тот момент имели личные автомобили. Улицы в селе были заасфальтированы и освещены.
| 2002 | 2010 | 2012 | 2013 | 2014 | 2015 | 2016 |
| ---- | ---- | ---- | ---- | ---- | ---- | ---- |
| 800  | ↘767 | ↗810 | ↗812 | ↘793 | ↘775 | ↘763 |
| 2017 | 2018 | 2021 |      |      |      |      |
| ↘762 | →762 | ↗811 |      |      |      |      |